# Piazza Sebastiano Satta

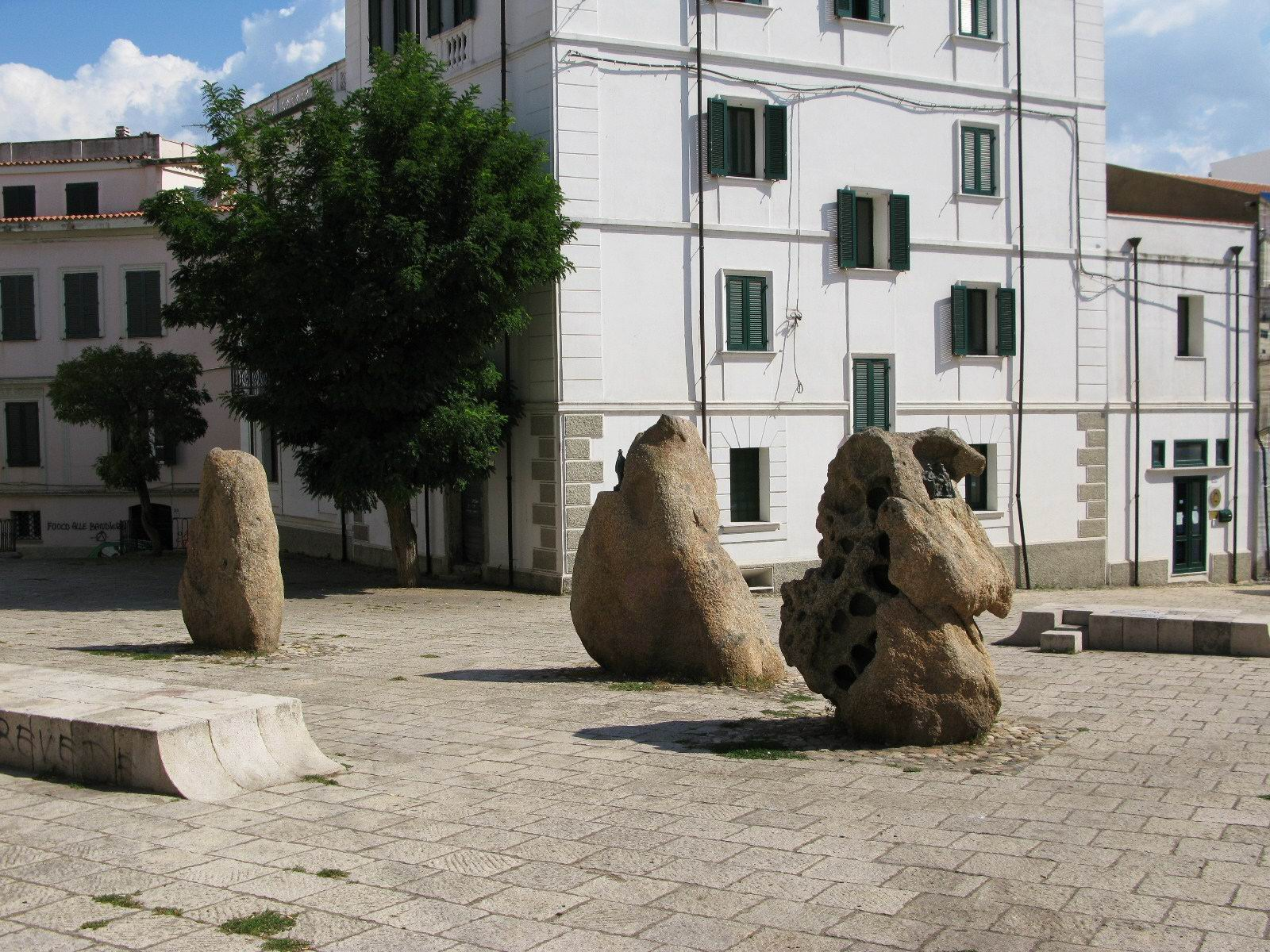
Veduta della piazza

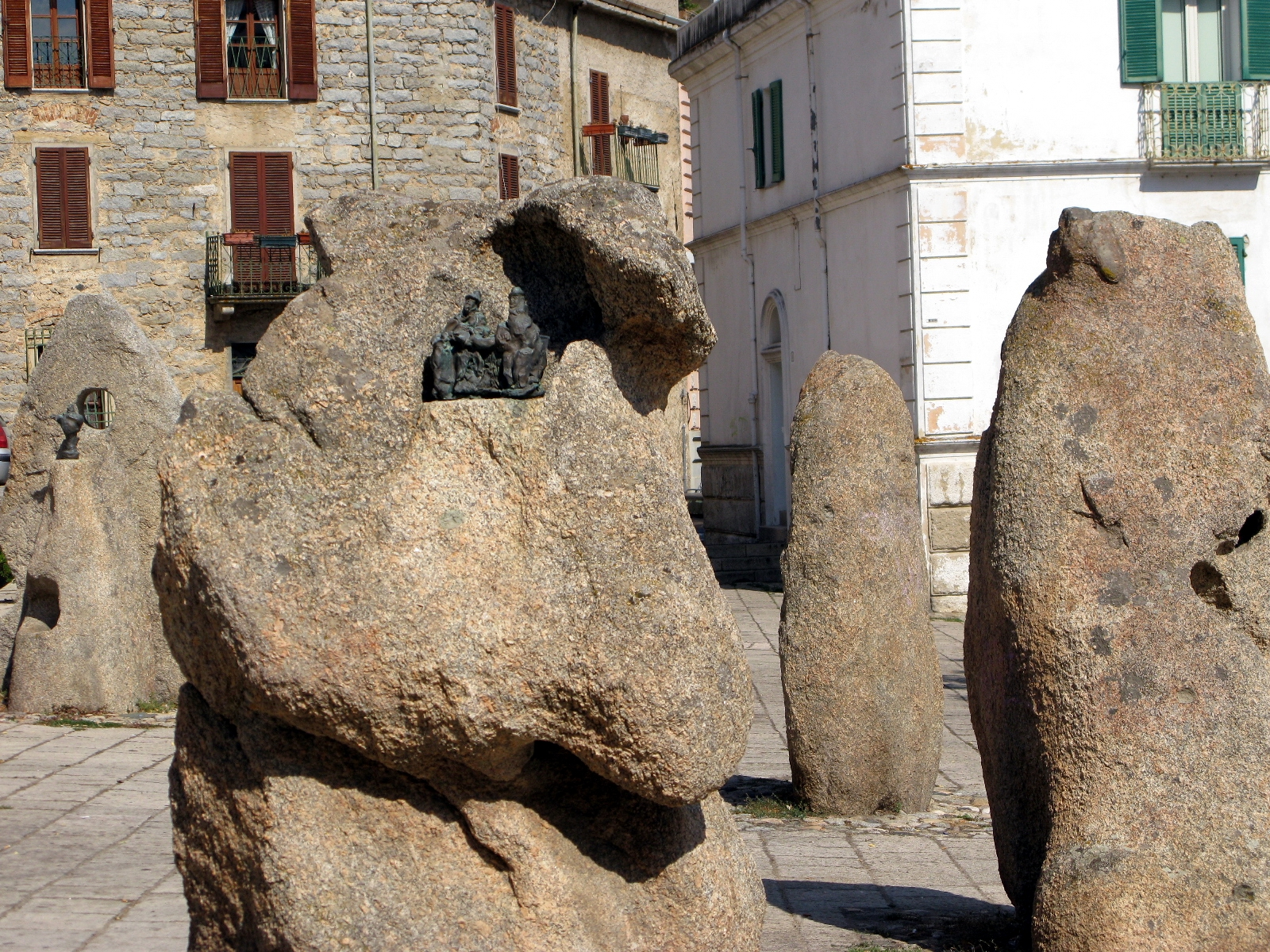
Alcune delle sculture di Costantino Nivola

La piazza Sebastiano Satta si trova nel centro di Nuoro.
L'idea di utilizzare questo spazio, la vecchia piazza Plebiscito, per onorare il "vate di Sardegna", Sebastiano Satta, venne perfezionata nel 1965 con l'incarico allo scultore oranese Costantino Nivola.
La piazza-monumento, dove tra le altre si affaccia la casa in cui visse il poeta, è ubicata in una zona centrale della città fra il corso Garibaldi e il rione di Santu Prédu. 
La piazza è di forma irregolare e pavimentata con lastre di granito, sulle quali poggiano delle panchine formate da parallelepipedi regolari dello stesso materiale.  
Nivola aveva chiesto che gli edifici circostanti fossero tutti intonacati e dipinti con la calce bianca, per creare uno sfondo omogeneo e luminoso, oltre che rispettoso della tradizione. L'artista inserì una serie di piedistalli di forma regolare, ai quali si accede tramite dei gradini. Su questi pose dei massi di granito (provenienti dal Monte Ortobene), senza sbozzarli, atti ad ospitare le 8 statuine in bronzo (che ricordano, almeno per le dimensioni, i bronzetti nuragici) dove è celebrata la figura del poeta nuorese. Così il visitatore deve salire, tramite i gradini, su ciascun piedestallo  per poter osservare i "bronzetti" collocati nelle rocce. La piazza fu completata nel 1967.